# Sarrià de Ter
Sarrià de Ter – gmina w Hiszpanii, w prowincji Girona, w Katalonii, o powierzchni 4,42 km². W 2011 roku gmina liczyła 4790 mieszkańców.